# Plancherine
Plancherine és un municipi francès situat al departament de la Savoia i a la regió d'Alvèrnia-Roine-Alps. L'any 2007 tenia 377 habitants.

## Demografia

### Població
El 2007 la població de fet de Plancherine era de 377 persones. Hi havia 131 famílies de les quals 22 eren unipersonals (7 homes vivint sols i 15 dones vivint soles), 58 parelles sense fills i 51 parelles amb fills.
La població ha evolucionat segons el següent gràfic:
Habitants censats

### Habitatges
El 2007 hi havia 190 habitatges, 138 eren l'habitatge principal de la família, 39 eren segones residències i 13 estaven desocupats. 169 eren cases i 21 eren apartaments. Dels 138 habitatges principals, 103 estaven ocupats pels seus propietaris, 30 estaven llogats i ocupats pels llogaters i 5 estaven cedits a títol gratuït; 2 tenien una cambra, 5 en tenien dues, 20 en tenien tres, 34 en tenien quatre i 77 en tenien cinc o més. 119 habitatges disposaven pel capbaix d'una plaça de pàrquing. A 51 habitatges hi havia un automòbil i a 85 n'hi havia dos o més.

### Piràmide de població
La piràmide de població per edats i sexe el 2009 era:
| Homes | Edats   | Dones |
| ----- | ------- | ----- |
| 0     | 95 o +  | 0     |
| 0     | 90 a 94 | 0     |
| 0     | 85 a 89 | 4     |
| 0     | 80 a 84 | 0     |
| 12    | 75 a 79 | 0     |
| 8     | 70 a 74 | 12    |
| 0     | 65 a 69 | 4     |
| 12    | 60 a 64 | 4     |
| 12    | 55 a 59 | 4     |
| 8     | 50 a 54 | 4     |
| 12    | 45 a 49 | 8     |
| 12    | 40 a 44 | 12    |
| 24    | 35 a 39 | 12    |
| 20    | 30 a 34 | 16    |
| 8     | 25 a 29 | 8     |
| 4     | 20 a 24 | 8     |
| 8     | 15 a 19 | 8     |
| 0     | 10 a 14 | 4     |
| 8     | 5 a 9   | 12    |
| 12    | 0 a 4   | 12    |

## Economia
El 2007 la població en edat de treballar era de 242 persones, 183 eren actives i 59 eren inactives. De les 183 persones actives 173 estaven ocupades (94 homes i 79 dones) i 10 estaven aturades (5 homes i 5 dones). De les 59 persones inactives 20 estaven jubilades, 11 estaven estudiant i 28 estaven classificades com a «altres inactius».

### Ingressos
El 2009 a Plancherine hi havia 155 unitats fiscals que integraven 398,5 persones, la mediana anual d'ingressos fiscals per persona era de 20.712 €.

### Activitats econòmiques
Dels 25 establiments que hi havia el 2007, 1 era d'una empresa extractiva, 1 d'una empresa alimentària, 3 d'empreses de fabricació d'altres productes industrials, 3 d'empreses de construcció, 4 d'empreses de comerç i reparació d'automòbils, 3 d'empreses de transport, 2 d'empreses d'hostatgeria i restauració, 1 d'una empresa d'informació i comunicació, 1 d'una empresa immobiliària, 1 d'una empresa de serveis, 3 d'entitats de l'administració pública i 2 d'empreses classificades com a «altres activitats de serveis».
Dels 4 establiments de servei als particulars que hi havia el 2009, 1 era una fusteria, 1 perruqueria i 2 restaurants.
L'únic establiment comercial que hi havia el 2009 era una llibreria.
L'any 2000 a Plancherine hi havia 5 explotacions agrícoles.

## Poblacions més properes
El següent diagrama mostra les poblacions més properes.